# Хасин, Александр Семёнович
Алекса́ндр Семёнович Ха́син (29 апреля 1951, Новосибирск — 31 декабря 2016, Новосибирск) — российский шахматист, гроссмейстер (1996), заслуженный тренер России, международный арбитр.
Победитель чемпионата СССР среди шахматных клубов (1988, «Сибирь» Новосибирск). Многократный участник командного чемпионата России, его победитель (1995, «Новая Сибирь» Новосибирск) и призёр, участник клубного кубка Европы; тренировал команду «Томск-400», а позже нижнетагильский «Политехник».
Работал в Новосибирском центре высшего спортивного мастерства.
Среди учеников — Дмитрий Бочаров, Павел Малетин, Екатерина Харашута, Сергей Юдин, Денис Лопушной.